# Ligne de Saint-Agne à Auch
La ligne de Saint-Agne à Auch est une ligne ferroviaire du Sud-Ouest de la France, qui relie l'agglomération toulousaine à Auch, préfecture du département du Gers.

## Histoire
Le 1er mai 1863, la Compagnie des chemins de fer du Midi et du Canal latéral à la Garonne signe une convention avec le ministre des Travaux publics pour la concession éventuelle un chemin de fer « de Toulouse à Auch. » Cette convention est approuvée par décret impérial le 11 juin 1863. La ligne est déclarée d'utilité publique par un décret impérial du 17 juin 1865 qui rend la concession définitive.
La concession prévoit comme point de départ un détachement de la ligne de Toulouse à Bayonne au pont d'Empalot, puis un passage par le faubourg Saint-Cyprien, l'Isle-Jourdain et Gimont, puis à l'arrivée à Auch, un raccordement avec la ligne d'Agen à Tarbes.
Cette ligne est mise en service le 22 octobre 1877.
En 2000, elle est doublée sur certaines portions et de nouvelles haltes sont construites entre les Arènes et Colomiers. En 2009, c'est au tour de la gare de Gallieni-Cancéropôle d'être mise en service.
En 2020, une modernisation de la ligne est réalisée et quatre trains régionaux supplémentaires y circulent, portant ainsi à 11 le nombre d'allers-retours quotidiens.

## Infrastructure

### Voies
La ligne est double de Toulouse-Matabiau au pont d'Empalot, puis des Arènes à la gare du TOEC (entre Arènes et Lardenne), simple entre TOEC et Saint-Martin-du-Touch, puis double jusqu'à Colomiers. Au-delà, la ligne est simple jusqu'à Auch. Les gares de Brax-Léguevin, l'Isle-Jourdain et Gimont-Cahuzac permettent le croisement des trains.
Cette ligne n'est pas électrifiée.

### Tracé

Schéma géographiquement exact de la ligne.

La tête de ligne est située en gare de Toulouse-Matabiau, gare principale de la ville. Elle descend vers le sud sur deux kilomètres environ, en parallèle aux lignes Bordeaux-Saint-Jean - Sète-Ville et Toulouse - Bayonne, dont elle se sépare respectivement aux bifurcations à proximité du Grand-Rond et d'Empalot. Entre les deux se situent les gares de Saint-Agne, importante gare de desserte locale et régionale de l'agglomération ; trois ponts au-dessus des bras de la Garonne et de la rocade ; et la petite gare de fret d'Empalot-Garage. Les voies jusqu'au second embranchement servent à la ligne D et aux dessertes TER Occitanie.

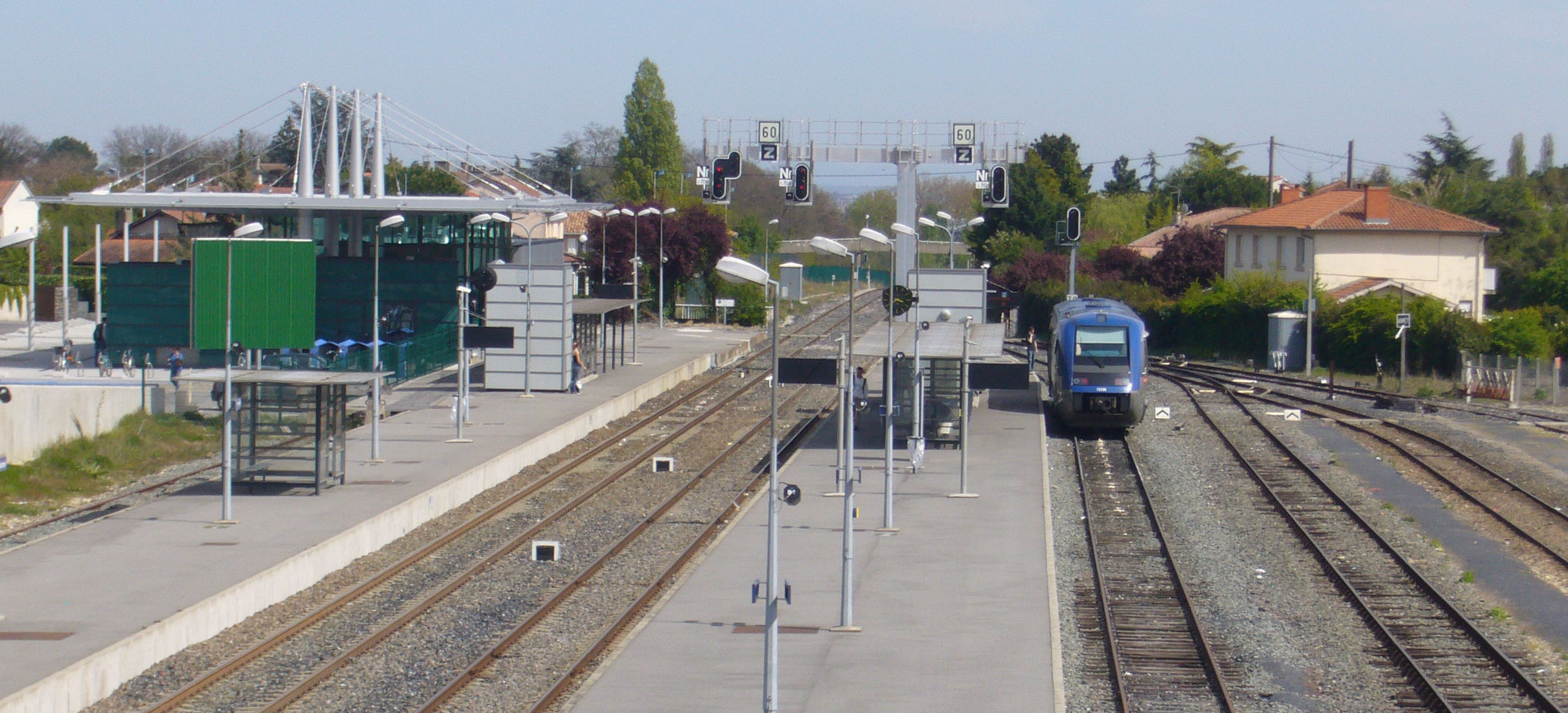
La gare de Colomiers en 2006.

Après avoir effectué ce très large détour par le sud, elle remonte vers la gare de Toulouse-Saint-Cyprien-Arènes, plus important pôle multimodal de l'ouest de l'agglomération qu'elle atteint après un passage sous le viaduc de Langlade (rocade), la récente halte de Gallieni-Cancéropôle et de nombreux passages à niveau et virages serrés. Alors en plein dans un axe est-ouest, les voies pénètrent en gare de Colomiers après avoir desservi les nouvelles haltes du TOEC, de Saint-Martin-du-Touch et des Ramassiers ; ainsi que la station de Lardenne (ou anciennement des Capelles). Les six dernières gares citées sont desservies par la ligne C. La ligne utilise un pont sur le Touch entre Lardenne et Saint-Martin, et passe sous la ligne T1 du tramway de Toulouse au niveau du Zénith puis sur le périphérique au pont de Cambo.

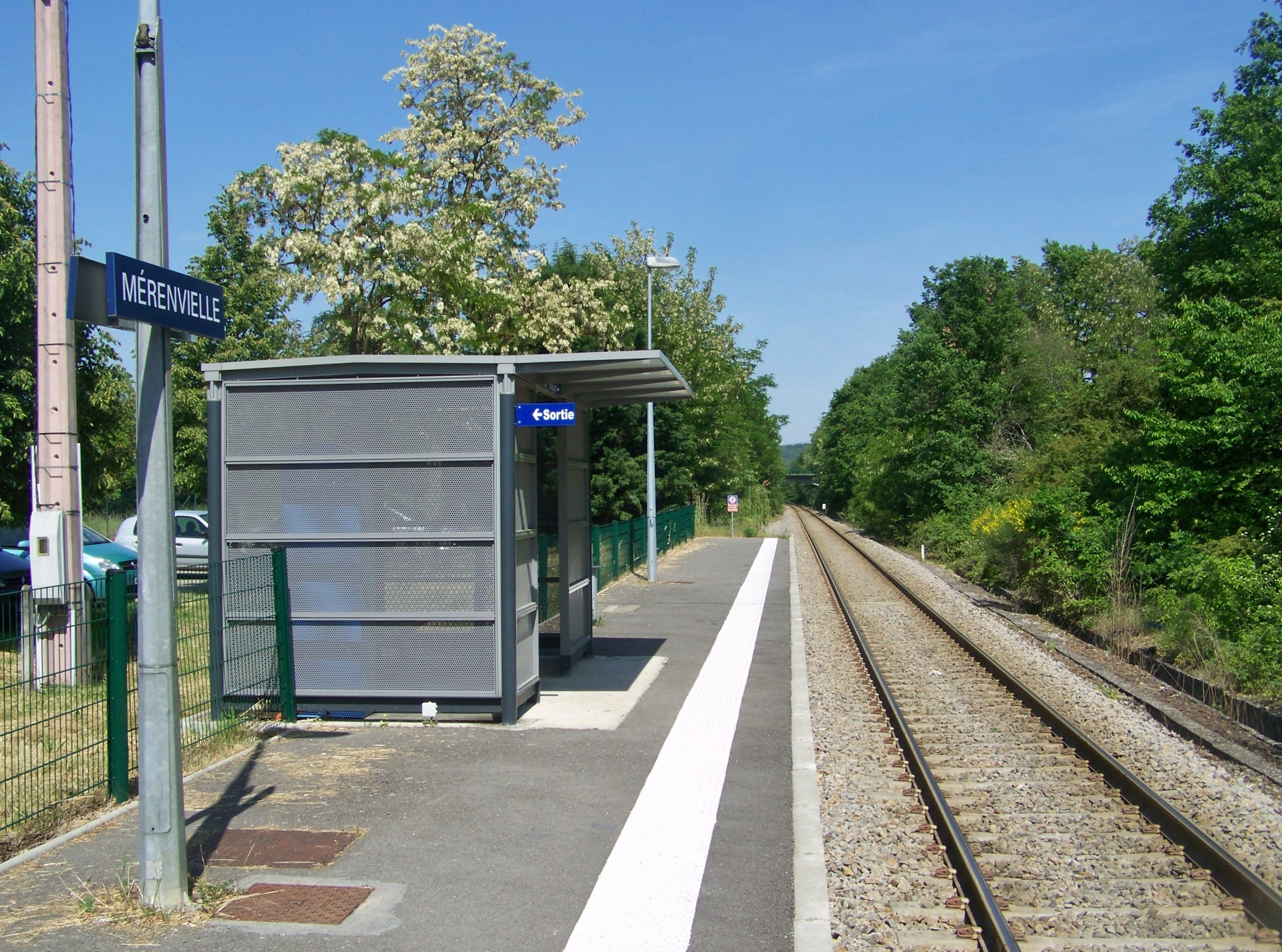
Quai de la gare de Mérenvielle.

Là, la ligne effectue un détour par le nord de Colomiers et sa gare du Lycée International, avant de traverser l'Aussonnelle sur un pont prévu à cet effet et le nord de Pibrac et sa gare, et de passer entre les villages de Léguevin et de Brax qu'elle dessert grâce à leur gare commune située sur le territoire de cette dernière. Puis elle contourne le centre de la petite commune de Lasserre où elle ne s'arrête pas malgré la proximité de Lévignac et de Montaigut-sur-Save, mais subit d'importants dénivelées, préférant la gare de Mérenvielle.

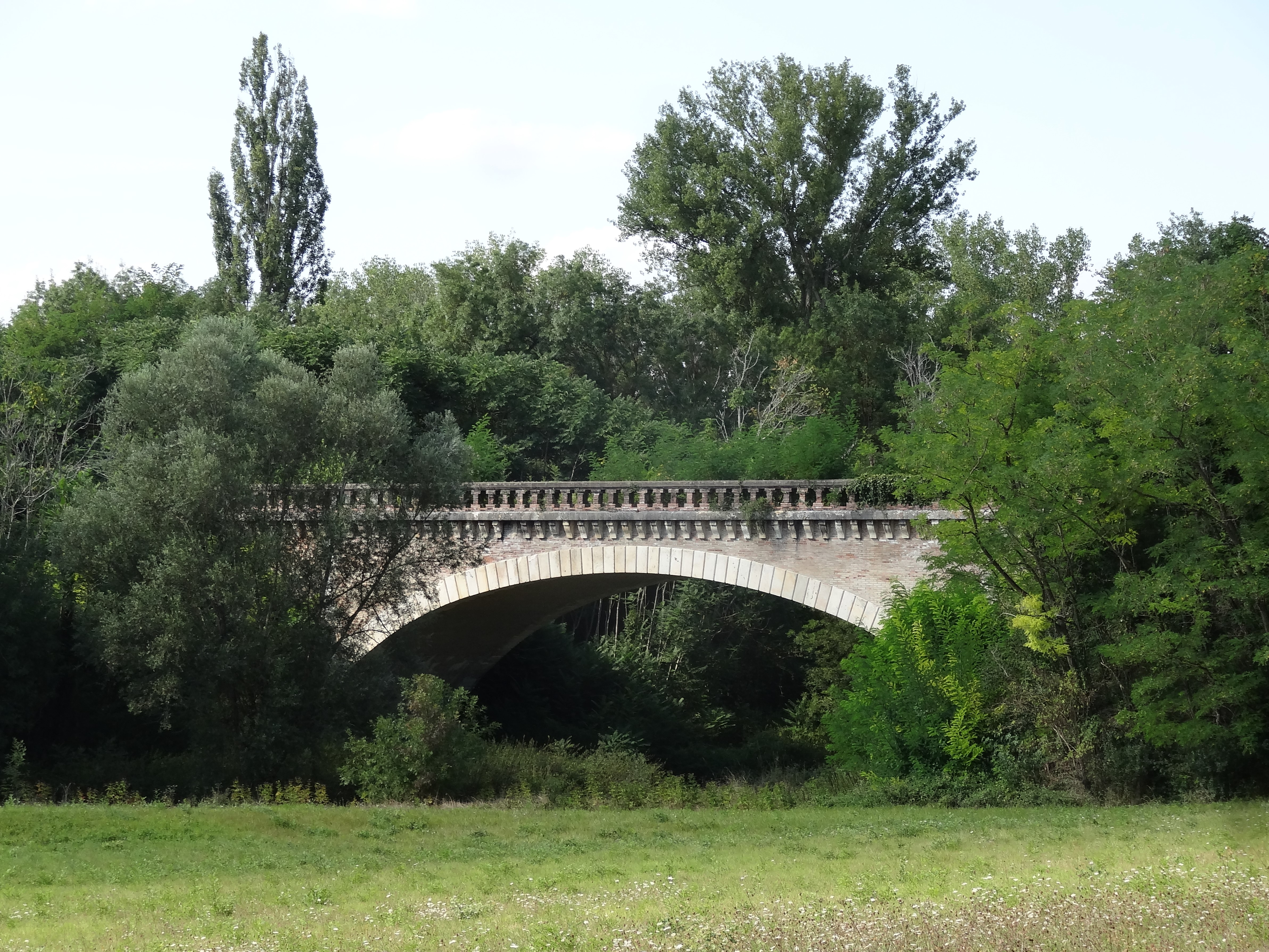
Viaduc sur la Gimone.

Après son passage de la frontière entre le Gers et la Haute-Garonne, l’infrastructure traverse Ségoufielle avant de s'engouffrer dans la gare de l'Isle-Jourdain. Dès lors, son parcours restera généralement parallèle à celui de la voie rapide RN124, qu'elle croise tantôt au-dessus, tantôt en dessous ; mais jamais à niveau. On trouve sur la dernière section gersoise la gare de Gimont-Cahuzac, les stations de Marsan et d'Aubiet, les trois haltes désaffectées de Monferran-Savès, d'Escornebœuf et de Leboulin, et plusieurs ponts et viaducs sur la Save, la Gimone et l'Arrats.
Enfin, la ligne pénètre dans la gare d'Auch, préfecture du Gers, qui constitue la fin de ligne. Au-delà se trouvaient auparavant les lignes de Bon-Encontre à Vic-en-Bigorre et d'Eauze à Auch aujourd'hui déclassées.
La ligne n'a pas un très bon profil : les déclivités atteignent plusieurs fois 25 mm par mètre.

## Équipement
Le matériel utilisé se compose généralement d'autorails de type X 73500, B 81500 et Régiolis en traction diesel, mais il est possible de trouver, plus rarement, des X 72500, ou des X 2100 (jusqu’à leur radiation en 2018).

## Trafic
Trafic de 2 types : 
- Trafic Fret SNCF jusqu'à Colomiers et L'Isle-Jourdain, aux silos à grains.
- Trafic TER Occitanie de Toulouse à Auch.

Pour la desserte, à Toulouse, la gare de Saint-Cyprien-Arènes donne accès aux Arènes, deuxième pôle multimodal par le nombre de tickets validés.

## Gares
Les gares sont les suivantes : Auch, Aubiet, Gimont Cahuzac, L'Isle-Jourdain, Mérenvieille, Brax-Léguevin, Pibrac, Colomiers Lycée International, Colomiers, Les Ramassiers, Saint-Martin-du-Touch, Lardenne, Le Toec, Saint-Cyprien-Arènes, Gallieni Canceropôle, Saint-Agne. Les TER desservent aussi Toulouse-Matabiau après Saint-Agne. S'y ajoutaient autrefois les gares de Leboulin, Marsan, Escornebœuf, Monferran.

## Modernisation et perspectives

### Achèvement du doublement de la voie ferrée
Depuis 2014, la dernière tranche du doublement de la voie ferrée entre Toulouse Arènes et Colomiers est à l'étude, sur 1 800 m entre les PK 10,940 et 12,800. Cette opération s'accompagnerait de la suppression des passages à niveau no 15 (Lardenne) et 16 (Saint-Martin) par ouvrage dénivelé, du réaménagement de la gare de Lardenne et de l'allongement des quais en fonction du matériel roulant. Mais la mise en chantier de la troisième ligne de métro, passant par la gare de Colomiers, semble avoir gelé le projet.

### Défense de la ligne
Publié le 15 février 2018, le rapport de Jean-Cyril Spinetta préconisait notamment la fermeture de quelque 9000 km de voies ferrées exploitées en France dont potentiellement Toulouse-Auch. Il a eu pour effet de générer une vive désapprobation des élus concernés et de la Région.

### Extension de la desserte Arènes - Colomiers
Une extension de la desserte Arènes - Colomiers est étudiée vers Pibrac puis vers Brax-Léguevin puis vers L'Isle-Jourdain à terme par SNCF Réseau.

### Électrification
Dans le cadre de l'extension de la desserte Arènes - Colomiers, une électrification est aussi étudiée par SNCF Réseau.